# La Dame de Monsoreau (film, 1913)
Pour les articles homonymes, voir La Dame de Monsoreau (homonymie).
Pour plus de détails, voir Fiche technique et Distribution.
La Dame de Monsoreau est un film français muet réalisé par Émile Chautard, sorti en 1913.
Produit par la Société française des films Éclair, le film est une adaptation de l’œuvre de Dumas, La Dame de Monsoreau.

## Synopsis
En 1578, Henri III règne. Le duc d’Anjou, son frère, ne cesse de comploter contre lui. Pour se protéger de ses avances, la belle Diane de Méridor accepte d’épouser le comte de Monsoreau qu’elle n’aime pas. Un jour, elle sauve le comte de Bussy blessé dans un duel…

## Fiche technique
- Titre : La Dame de Monsoreau (ou Chicot the Jester dans sa distribution américaine)
- Réalisation : Émile Chautard
- Scénario : d'après Alexandre Dumas
- Production : Société française des films Éclair
- Pays d'origine :  France
- Lieu de tournage : Château de Chenonceau (entre autres)
- Format : Noir et blanc — 35 mm — 1,37:1 — Muet
- Genre : Comédie dramatique, Film romantique, Film historique
- Durée : 59 min 22 s
- Métrage : 2 055 m
- Dates de sortie :
  -  France : 28 novembre 1913
  -  États-Unis : avril 1914

## Distribution
- Marie-Louise Derval : Diane de Méridor
- Henri Bosc : le comte de Bussy
- Paul Guidé : Henri III
- Victor Perny : Chicot
- Léonce Cargue : le duc d'Ange
- Jean Dulac : le comte de Monsoreau
- Albert Bras : le baron de Méridor
- Émile Garandet : Gorenflot
- Emma Bonnet : Gertrude
- Maurice de Féraudy
- Jacques Guilhène
- Henry Roussel
- Maryse Dauvray

## Commentaires
Il y a un doute sur le nom du réalisateur : on a évoqué Maurice Tourneur, Victorin Jasset, Charles Krauss.
Sur le plan esthétique, le montage est rapide, et se démarque ainsi des productions Pathé frères : les scènes s’enchaînent rapidement, surtout au moment de la mise en place de l’intrigue dont la compréhension peut être délicate pour une personne qui ne connait pas l’histoire. Les plans américains, encore rares alors, sont souvent utilisés. Les costumes sont nombreux et assez riches; les décors sont somptueux; la lumière est directionnelle et très travaillée. Le jeu des acteurs reste assez théâtral, fidèle aux normes de l’époque mais sans excès. Enfin, l'intention originelle d'Alexandre Dumas est trahie par une happy end sirupeuse mais génératrice d'audience.